# Coleoxestia curoei
Coleoxestia curoei là một loài bọ cánh cứng trong họ Cerambycidae.